# Contrato público
El contrato público es un tipo de contrato en el que al menos una de las partes es una Administración pública cuando actúa como tal, y en el que está sometida a un régimen jurídico que coloca al contratante en una situación de subordinación jurídica frente a la Administración.
El concepto de contrato público, a primera vista, no difiere del concepto de contrato en el Derecho privado, pero al ser el Estado (o una de sus Administraciones) una de las partes del mismo, tiene características propias. Puede definirse el contrato administrativo como aquel en que la Administración ejerce determinadas prerrogativas en cuanto a su interpretación, ejecución y extinción, cuidando de no alterar la ecuación financiera del mismo.
El objeto de este contrato se rige, en consecuencia, por el Derecho público. En todo contrato administrativo tiene que participar por lo menos un órgano público  Ahora bien, es la Ley la que define qué se entiende propiamente por órgano estatal, que en determinadas circunstancias puede incluir entes no estatales de Derecho público interno.
Una causa adicional de la trascendencia del contrato administrativo, proviene de la idea de la colaboración de los sujetos privados con la Administración, en donde el particular no se comporta como un contratista ordinario. El contrato administrativo es entonces una de las técnicas de colaboración de los administrados con la administración. El contratista, no obstante que pretende un beneficio económico, obtiene dicho beneficio cumpliendo con la tarea de coadyuvar al cumplimiento de cometidos públicos por parte del Estado

## Regulación por países y continentes

### Europa
En Europa se aplica el Reglamento (CE) n.º 2195/2002 del Parlamento Europeo y del Consejo, de 5 de noviembre de 2002, por el que se aprueba el Vocabulario común de contratos públicos (CPV). y distintas Directivas sectoriales, una para obras, suministros y servicios y otra para los sectores del agua, la energía, los transportes y las telecomunicaciones, echándose en falta la no existencia de una Directiva o Reglamento Marco para toda la contratación pública.

#### Contratos Sujetos a Regulación Armonizada (SARA)
Es tal la importancia que la Unión Europea da a la actividad contractual de los Estados que hay una norma específica, que llamaremos Directiva Comunitaria de Contratos (Directiva 2004/18/CE), dedicada a regular esta materia. Ello se debe al empeño comunitario en conseguir una libertad de acceso a las licitaciones públicas y una verdadera competencia de mercado. Los contratos públicos sujetos a dicha norma se denominan contratos SARA. Sin embargo, no todos los contratos celebrados por el sector público se hallan sujetos a la misma. Hay requisitos subjetivos, de cuantía y objetivos.

##### Requisitos subjetivos
Sólo los contratos celebrados por los Poderes Adjudicadores, tal y como han quedado definidos más arriba, pueden ser contratos SARA. No importa que sean o no Administraciones Públicas, o contratos privados o administrativos. Lo importante es que sean Poderes Adjudicadores.

##### Requisitos objetivos
Sólo pueden ser contratos SARA los siguientes contratos regulados en la Ley de Contratos del Sector Público (LCSP):
- Los contratos de obras.
- Los contratos de concesión de obras públicas.
- Los contratos de suministro.
- Los contratos de servicios.
- Los contratos de colaboración entre el sector público y el sector privado.

##### Requisitos de cuantía
Para ser contratos SARA:(cuantías actualizadas 1/enero/2020)
- El contrato de obras y el de concesión de obra pública debe tener un valor estimado igual o superior a 5.350.000 euros
- El contrato de suministro y el de servicios debe tener un valor estimado igual o superior a 139.000 euros si se trata del Sector Público Estatal o a 214.000 euros si se trata del Sector Público Autonómico o Local.
- El contrato de colaboración público privada es siempre un contrato SARA sea cual sea su cuantía.

#### España
Tras la entrada en vigor en 2007 de la Ley de Contratos del Sector Público (LCSP), la definición tradicional queda relegada simplemente a los contratos públicos que celebren las Administraciones Públicas. Junto con ellos, hay otros contratos públicos que, pese a ser celebrados por Entidades cuya titularidad es pública, tienen un régimen jurídico privado. Así pues, con más propiedad, hemos de hablar de "contratos del sector público" que pueden celebrarse por varios tipos de sujetos:
- 1. Sujetos considerados Poderes Adjudicadores por la LCSP
- 2. Sujetos que no son considerados Poderes Adjudicadores por la LCSP.

##### Los poderes adjudicadores
Los Poderes Adjudicadores son
- a) Las Administraciones Públicas (territoriales y no territoriales)
- b) Entes, organismos o entidades con personalidad jurídica propia que cumplan los siguientes requisitos:
  - haber sido creados para satisfacer necesidades de interés general que no tengan carácter industrial o mercantil y
  - que un Poder Adjudicador financie en más del 50 por ciento su actividad o controle su gestión o nombre a más de la mitad de los miembros de su órgano de administración, vigilancia o control.
- c) Asociaciones, de derecho privado, constituidas por los entes, organismos o entidades que son Poderes Adjudicadores.

Sólo los poderes adjudicadores podrán realizar Contratos Sujetos a Regulación Armonizada (Contratos SARA), que son aquellos a los que se les aplica la Directiva Comunitaria reguladora de los contratos públicos.
El resto de entes cuya titularidad es pública no podrán realizar contratos SARA.

##### Empresas
El artículo 70.2 del texto refundido de la Ley de Contratos del Sector Público establece que para la conservación de la clasificación deberá justificarse anualmente el mantenimiento de la solvencia económica y financiera y, cada tres años, el de la solvencia técnica y profesional de la empresa.

##### Régimen jurídico de los contratos del sector público
El régimen jurídico de los contratos públicos. Para poder abordarlo, hay que distinguir entre contratos administrativos y contratos privados.

###### Contratos administrativos
Son aquellos celebrados por una Administración Pública, con alguna especialidad, pues hay contratos celebrados por una Administración Pública que deben considerarse privados (como los de creación e interpretación artística, los de espectáculos o determinados servicios financieros).
Se rigen completamente por la Ley de Contratos del Sector Público (o, si se trata de un contrato administrativo especial no tipificado en la misma, por sus normas específicas), sus disposiciones de desarrollo y por el resto de normas de derecho administrativo. Sólo en caso de lagunas interpretativas se ha de acudir al derecho privado.
En tal sentido, optamos por definir el concepto contractual de la Administración Pública como el acuerdo de dos o más partes para crear, regular, modificar o extinguir una relación jurídica patrimonial, el cual por lo menos una de las partes es una entidad de la Administración Pública.
Cabe precisar que, conforme a esta definición, queda claro que el elemento distintivo del contrato no es el hecho de que la entidad administrativa que celebra el contrato tenga prerrogativas especiales a su favor, pues puede tenerla o no incluso condicionar tal prerrogativa a determinadas circunstancias, sino que por lo menos una de las partes que celebran el contrato es una Administración Pública.
Características
- En principio, podría entenderse que es una declaración de voluntad común. En el sentido de que se requiere la voluntad concurrente del Estado o de otro ente en ejercicio de la función administrativa, por una parte, y de un particular u otro ente público (estatal o no estatal) por otra. Es importante señalar que esta " voluntad del estado" en realidad no es precisamente una "voluntad”, dado que el Estado está sometido a la regulación contemplada en la Ley de Contrataciones y Adquisiciones del Estado.

- Es un acto bilateral que emana de la manifestación de voluntad coincidente de las partes. En cuanto importa una concurrencia bilateral de voluntades y se distingue del acto administrativo, que por esencia es unilateral.

- Productora de efectos jurídicos. El contrato de la Administración, determina recíprocamente atribuciones y obligaciones con efectos jurídicos propios, directos e inmediatos (a diferencia de los simples actos de la Administración) y de manera individual para cada una de las partes (por oposición a los reglamentos, que producen efectos jurídicos generales.

- Formalismo. En los contratos administrativos se supedita su validez y eficacia al cumplimiento de las formalidades exigidas por las disposiciones vigentes en cuanto a la forma y procedimientos de contratación. Estas formalidades discurren a través de una serie de actos preparatorios del contrato.

###### Contratos privados
Son contratos privados:
- a) Los celebrados por el resto de entes del Sector Público que no sean Administraciones Públicas.
- b) Los celebrados por Administraciones Públicas cuyo objeto sea la creación e interpretación artística, los espectáculos o determinados servicios financieros.

En este tipo de contratos privados es donde se ha diseñado la teoría de los actos separables, imprescindible para comprender su régimen jurídico. En virtud de la misma:
- Las fases de preparación y adjudicación del contrato se regirán por el derecho administrativo (LCSP y demás antes citadas).
- Las fases de ejecución y extinción se regirán por las normas de derecho privado.

Ello es importante puesto que el derecho administrativo concede a la Administración una serie de prerrogativas durante la ejecución contractual (interpretación unilateral, modificación unilateral, imposición de penalidades...) que dejan de existir en el contrato privado. Luego no puede definirse el contrato del sector público como un contrato donde una de las partes tiene unas facultades exorbitantes, ya que eso sólo se puede predicar del contrato administrativo que, como vemos, es un subtipo de contrato público.

### América

#### Argentina
El régimen aplicable para la Administración Federal se establece en el Decreto 1023 del año 2001, "Régimen de Contrataciones de la Administración Nacional", complementario a la Ley 24.156 sobre Administración Financiera y de los Sistemas de Control del Sector Público Nacional. Establece como misión principal "que las obras, bienes y servicios sean obtenidos con la mejor tecnología proporcionada a las necesidades, en el momento oportuno y al menor costo posible, como así también la venta de bienes al mejor postor, coadyuvando al desempeño eficiente de la Administración".
Establece como principios generales de la contratación pública la razonabilidad, eficiencia, promoción de la competencia, trasparencia, publicidad, responsabilidad de organismos y autoridades, e igualdad de trato. Luego de señalar los contratos comprendidos y excluidos de la norma, establece que cada institución formulará su programa de contrataciones ajustado a la naturaleza sus actividades y a los créditos asignados en Ley de Presupuesto de la Administración Nacional. Establece de manera especial el rechazo de aquellas postulaciones o licitaciones que estén involucradas en actos de corrupción.
Se señalan como formalidades esenciales de las licitaciones la convocatoria pública y elección del procedimiento de elección; la aprobación de Pliegos de Bases y Condiciones Particulares; la preselección de los oferentes o la declaratoria de resultado desierto; la aprobación del procedimiento selectivo; la adjudicación del proyecto, o la declaración de dejarlo sin efecto;la aplicación de sanciones a los oferentes por incumplimiento de sus obligaciones; y la suspensión, resolución, rescisión, rescate o declaración de caducidad del contrato, así como la revocación de los actos administrativos del respectivo procedimiento.
Se establecen como métodos esenciales de contratación pública la licitación pública como regla supletoria, así como la subasta pública, el concurso privado y la contratación directa, estos últimos aplicables de manera excepcional y restrictiva.
Asimismo, se establecen reglas para la contratación electrónica, y se establece la Oficina Nacional de Contrataciones como órgano encargado de la vigilancia del cumplimiento de estas normas.

#### Chile
En Chile, la contratación pública se rige esencialmente por la ley 19.886, de Bases de Contratos Administrativos. En esta ley se regulan los contratos de suministro de bienes para la función administrativa, excluyendo los contratos de obra pública, transacción de títulos financieros, los honorarios de personas naturales, la contratación de material bélico y otros contratos regidos en leyes especiales.
Se establece que el procedimiento general y supletorio para la contratación pública es la licitación pública, la cual consiste en etapas de publicidad de la oferta, oposición de antecedentes de las empresas interesadas, estudio de las mismas y elección de la propuesta a contratar. Por excepción, la licitación podrá ser privada cuando el monto no supere un mínimo legal, o en casos de urgencia, falta de oferentes en la propuesta pública o de necesidad de confidencialidad. Se admite el trato directo con un solo candidato como última alternativa ante la imposibilidad de hacer una licitación pública o privada.
Se establece, para la dirección y coordinación de las contrataciones de los servicios públicos, la Dirección de Compras y Contratación Pública, también conocida como Chilecompra, supervigilado por el Ministerio de Hacienda, que se encargará de fijar políticas para el sector, vigilar el cumplimiento de la ley, y manejar el sistema electrónico de ofertas y entidades candidatas.
Asimismo, para la solución de controversias entre los servicios públicos y las entidades contratadas, se establece el Tribunal de Contratación Pública, compuesto de tres jueces letrados elegidos por el presidente de la República a partir de ternas elaboradas por la Corte Suprema.

#### Costa Rica
Mer-link es la plataforma tecnológica actual para compras públicas en casi todas las instituciones estatales costarricenses, es de uso obligatorio para la Administración Central (a partir del 1 de enero del 2017), y de uso común en instituciones autónomas, semi-autónomas, órganos desconcentrados, municipalidades entre otros, que permitirá a las proveedurías del Estado y de empresas privadas (BAC San José y Asociación Cruz Roja Costarricense) realizar las operaciones de compra y venta de productos y servicios en forma electrónica. Funciona en forma de un portal de comercio electrónico que opera como una ventanilla única, accesible por medio de Internet. Para su adecuación al sistema informático costarricense, el ICE (Instituto Costarricense de Electricidad) tuvo que desembolsar más de 14 millones de dólares.
La selección del modelo de compras para el estado costarricenses se realizó tras un análisis de las mejores prácticas de países como Chile, Panamá, Corea, México y Brasil. Este estudio culminó con la adopción del modelo de compras públicas de Corea del Sur, por ser líder mundial en compras electrónicas, mediante su sistema de gestión denominado Koneps (Korea On Line e-Procurement System). El sistema coreano se define como el “Marketplace” electrónico más grande del mundo. Este modelo se ha tomado como la mejor práctica a escala mundial. Ha sido la base para el desarrollo de modelos de compras en varios países y ha recibido premios de organismos internacionales, como la ONU, la Organization for Economic Co-Operation and Development(OECD) y del Consejo Asia Pacífico, como la mejor práctica en contrataciones públicas.
La adopción del modelo coreano parte de la firma de un acuerdo de cooperación entre Costa Rica y la República de Corea del Sur, llevado a cabo durante la primera década del presente siglo. Por medio de ese convenio se obtiene la donación del código fuente del sistema de compras públicas. La adaptación del modelo a Costa Rica se realiza con la participación de múltiples entidades representantes de diversos sectores (municipalidades, banca, universidades, salud, seguros, servicios y tecnología), que poco a poco se ha venido incorporando en el proceso de implementación de la plataforma, aunado a todo el apoyo recibido por parte de la entidad pública de Corea Public Procurement Services y la Secretaría Técnica de Gobierno Digital. Además se contó con participación de la empresa Samsung SDS, la cual desarrolló el sistema de compras públicas en Corea.